# Knappschaftsklinikum Saar
Das Knappschaftsklinikum Saar ist ein Krankenhaus der Maximalversorgung und akademisches Lehrkrankenhaus mit insgesamt 18 Fachabteilungen an zwei Standorten. Zusammen verfügen die beiden Häuser in Sulzbach und Püttlingen über fast 800 Betten. 

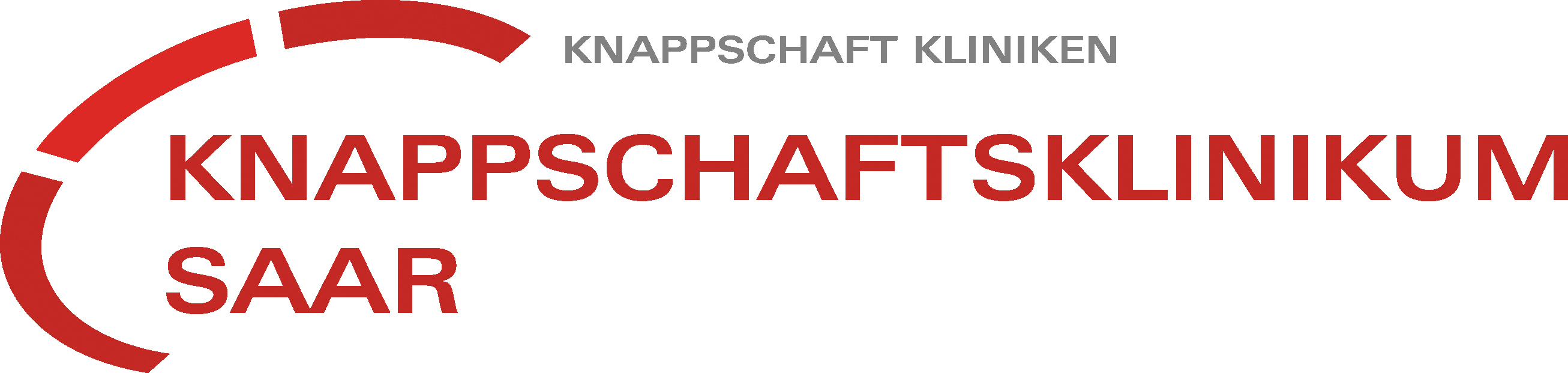
Logo

Im Jahr 2012 fusionierten die Knappschaftskrankenhäuser in Sulzbach und Püttlingen zum Knappschaftsklinikum Saar.  Als Akademische Lehrkrankenhäuser der Medizinischen Fakultät der Universität des Saarlandes bilden beide Häuser Studenten im Praktischen Jahr aus. Das Knappschaftsklinikum Saar gehört zum Verbund der Knappschaft Kliniken.

## Standort Sulzbach
Fachabteilungen:
- Klinik für Anästhesie und Intensivmedizin
- Klinik für Augenheilkunde
- Chirurgische Klinik
- Klinik für Hals-Nasen-Ohren-Heilkunde
- Klinik für Innere Medizin
- Klinik für Neurologie
- Klinik für Radiologie und Nuklearmedizin
- Klinik für Urologie

Hinzu kommt das Magen-Darm-Zentrum Saar sowie ein an die Neurologie angegliederte Stroke Unit. Das Krankenhaus ist anerkanntes Multiple-Sklerose-Zentrum gemäß Richtlinien der Deutschen Multiple Sklerose-Gesellschaft e.V.

## Standort Püttlingen
Das Haus am Standort Püttlingen verfügt über 400 Betten. Hier werden im Jahr mehr als 14.000 Patienten versorgt. Der Standort hat elf Abteilungen. Die meisten Patientenfälle entfallen mit jeweils mehr als 3.000 Fällen im Jahr auf die Innere Medizin und die Orthopädie und Unfallchirurgie. Weitere Abteilungen sind:
- Anästhesie und Intensivmedizin
- Allgemein- und Viszeralchirurgie
- Angiologie
- Gefäßchirurgie / endovaskuläre Chirurgie
- Neurologie
- Psychosomatik
- Radiologie
- Rheumatologie und Immunologie
- Schmerztherapie
- Geriatrie

Die Psychosomatische Institutsambulanz wurde am Klinikum in Püttlingen im Jahr 2023 eröffnet und bietet Patienten im Rahmen eines multimodalen Konzepts Gruppentherapien, Entspannungsanleitung oder Kreativverfahren an. Zum Zeitpunkt ihrer Gründung war die Psychosomatische Institutsambulanz die einzige Einrichtung ihrer Art bundesweit. Das therapeutische Angebot musste im Jahr 2025 aus finanziellen Gründen drastisch reduziert werden. Die Anzahl der Patientenplätze verringerte sich dabei um mehr als zwei Drittel.
Am Standort Püttlingen, der über eine eigene Krankenpflegeschule verfügt, sind über 350 Pflegekräfte tätig. Der Bundes-Klinik-Atlas des Bundesministeriums für Gesundheit bescheinigte dem Standort Püttlingen einen überdurchschnittlich guten Pflegepersonalschlüssel. Die pflegerische Versorgung des Hauses hat sich in den Schwerpunkten Versorgung chronischer Wunden, Onkologische Beratung, Geriatriepflege und Gerontopsychiatrie, sowie in der Diabetesberatung spezialisiert.